# 佐々木一陽
佐々木 一陽（ささき かずあき）は、江戸幕府旗本。石野広通の六男。次兄佐々木万彦の養嗣子となる。
目付、勘定奉行（1843年）、小普請奉行を歴任する。万彦とともに歌人で、『梅花百題和歌』の編者は一陽とされる。安政2年（1855年）死去、享年69。